# Шотландски германски език
Вижте пояснителната страница за други значения на Шотландски език.
Шотландският германски език (Scots leid) е език от германското езиково семейство, говорен в Шотландия и части от Ълстър.
Поради липсата на ясни критерии за различаване на езика от диалекта, се водят спорове относно неговия лингвистичен, исторически и социален статут. Най-често той е определян като диалект на староанглийския, но съществува мнение, че е самостоятелен германски език, близък до норвежкия и датския.

## История
Нортъмбрийският диалект на староанглийския език е установен в земите на днешна Югоизточна Шотландия до река Форт до XVII век. Остава ограничен на тази територия до XIII век, като се използва основно във всекидневното общуване, докато шотландският келтски има статут на официален пред съда. По-късно по тези места се разпространява средноанглийският, известен още като ранен шотландски, който постепенно започва да се различава от нортъмбрийския диалект поради преселението от скандинавските страни. По-късно голямо влияние върху шотландския език оказват романските езици, латинският и нормандският френски, а впоследствие френският и среднонемският език по причина на търговията и имиграцията.
До XIII век ранният шотландски разширява ареала си в Шотландия вследствие укрепването на шотландските институции и отслабването на френското влияние. До XVI век се развива средношотландският език, който е до голяма степен независим от английския. Между 1610 и 1680 г. около 200 хил. шотландци заселват областта Ълстър в Ирландия, като в някои части са дори по-многобройни от английските заселници. Съвременният шотландски се развива след 1700 г., когато английският вече е приет като книжовен език.

## Статут
Съществуват сведения, че преди подписването на Акта за съюз от 1707 г., чрез който Шотландия и Англия се обединяват в Кралство Великобритания, шотландците са съхранили своя език като самостоятелен.
Днешното британско правителство признава шотландския германски като регионален език, като статут на регионален или малцинствен език му е признат и в Европа.